# گنگ میلز (نیویورک)
گنگ میلز (به انگلیسی: Gang Mills) یک منطقهٔ مسکونی در ایالات متحده آمریکا است که در شهرستان استوبین، نیویورک واقع شده‌است. گنگ میلز ۱۶٫۹ کیلومتر مربع مساحت و ۴٬۱۸۵ نفر جمعیت دارد و ۲۸۵ متر بالاتر از سطح دریا واقع شده‌است.